# Біологічне безсмертя
Біологічне безсмертя — відсутність збільшення функції смертності для конкретного біологічного виду починаючи з деякого віку. Різні одноклітинні і багатоклітинні види можуть досягти цього стану або протягом усього свого існування, або проживши досить довго. Проте, біологічно безсмертна істота не є безсмертною в абсолютному значенні цього слова, оскільки вона може померти і з інших причин, наприклад, через травми або хвороби.

## Клітини
Термін «біологічне безсмертя» використовується біологами для опису клітин, які не мають межі Гейфліка, тобто не обмежені у кількості поділів (для більшості людських клітин межа Гейфліка дорівнює 52).

## Організми

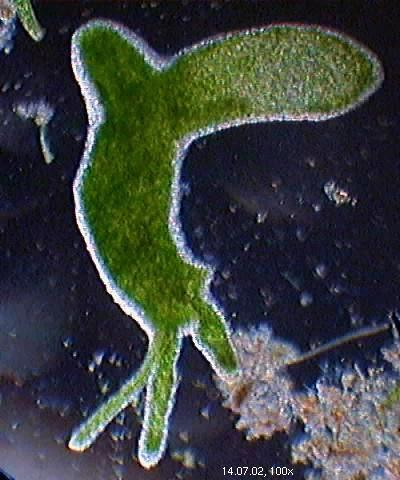
Hydra viridis

### Тихоходи
Тихоходи, також відомі як «водяні ведмеді», є вельми пружними мікроскопічними тваринами. Вони можуть вижити в умовах спеки, радіації, і посухи, перейшовши в анабіоз, де їх метаболізм сповільнюється майже до нуля, і таким чином вони можуть перечекати важкі умови, доки довкілля не стане більш сприятливим.

### Бактерії
Бактерії є біологічно безсмертними, але тільки на рівні колонії. Дві дочірні бактерії в результаті клітинного ділення материнської бактерії можна розглядати як унікальні особини або як члени біологічно «безсмертної» колонії. Таким же чином стовбурові клітини і гамети можна розглядати як «безсмертні».

### Гідри
Гідри — це прості, прісноводні тварини, які мають радіальну симетрію і не мають постмітотичних клітин. Було висловлено припущення, що гідри не зазнають старіння, а отже, є біологічно безсмертними.

### Медузи
Медузи використовують трансдіфференціювання для поповнення клітин після статевого розмноження. Цей цикл може повторюватися нескінченно, що робить їх біологічно безсмертними. Ці організми зародилися у Карибському морі, але згодом поширилися по всьому світу.

### Лобстери
Дослідження показують, що лобстери можуть не втрачати фертильність з віком, а також те, що більш старі омари можуть бути більш родючими, ніж молоді. Це може бути пов'язано з теломеразою, що додає певні повторювані фрагменти ДНК до теломери.

### Планарії плоскі черви
Планарії виявляють здатність жити невизначений термін і мати «мабуть, безмежну регенеративну здатність, яка живиться популяцією високо проліферативних орослих стовбурових клітин».